# Polietes nigrolimbatus
Polietes nigrolimbatus är en tvåvingeart som först beskrevs av Bonsdorff 1866.  Polietes nigrolimbatus ingår i släktet Polietes, och familjen husflugor. Arten är reproducerande i Sverige.